# Sông Rawa

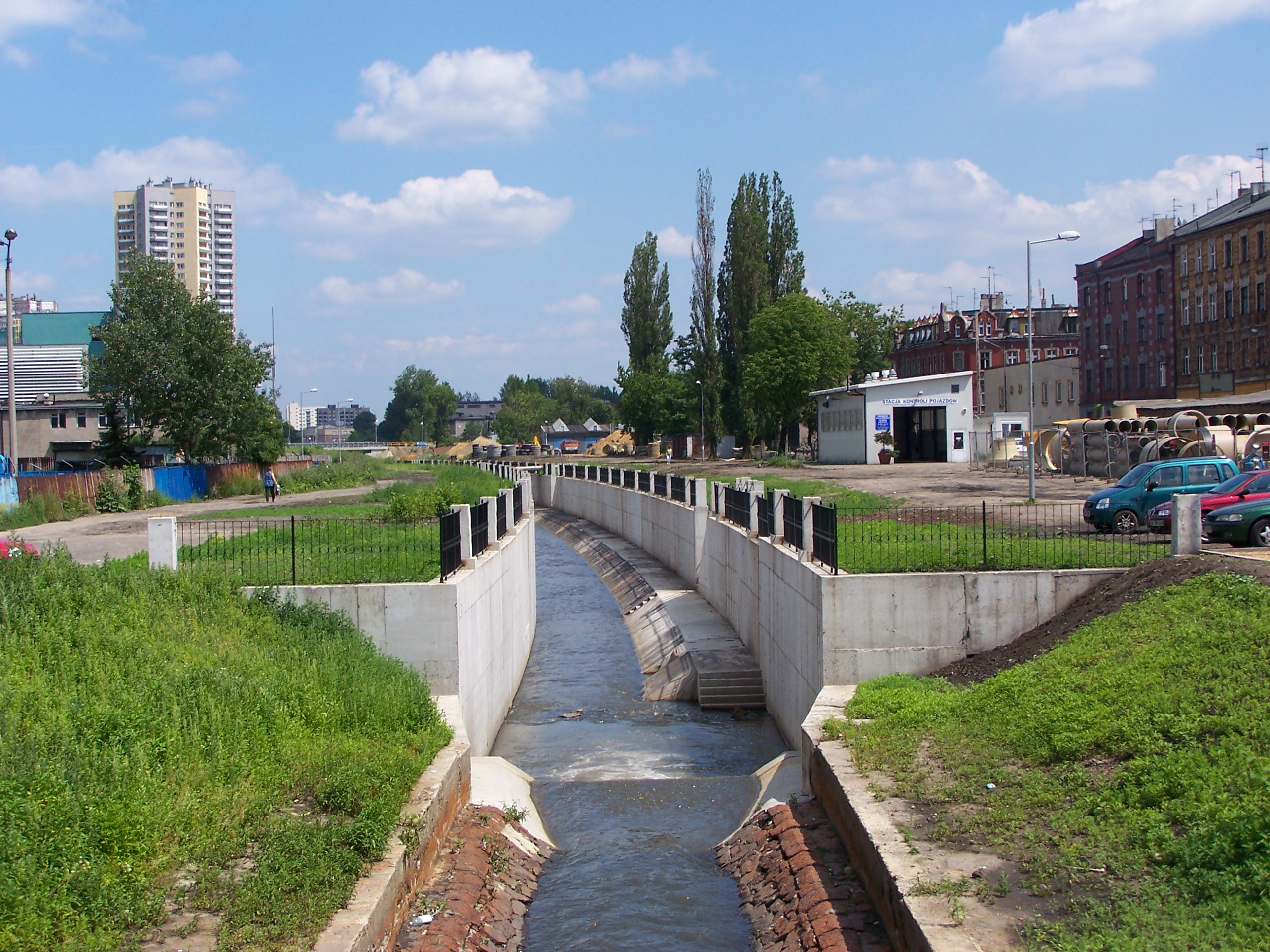
Kênh mở Rawa ở Katowice

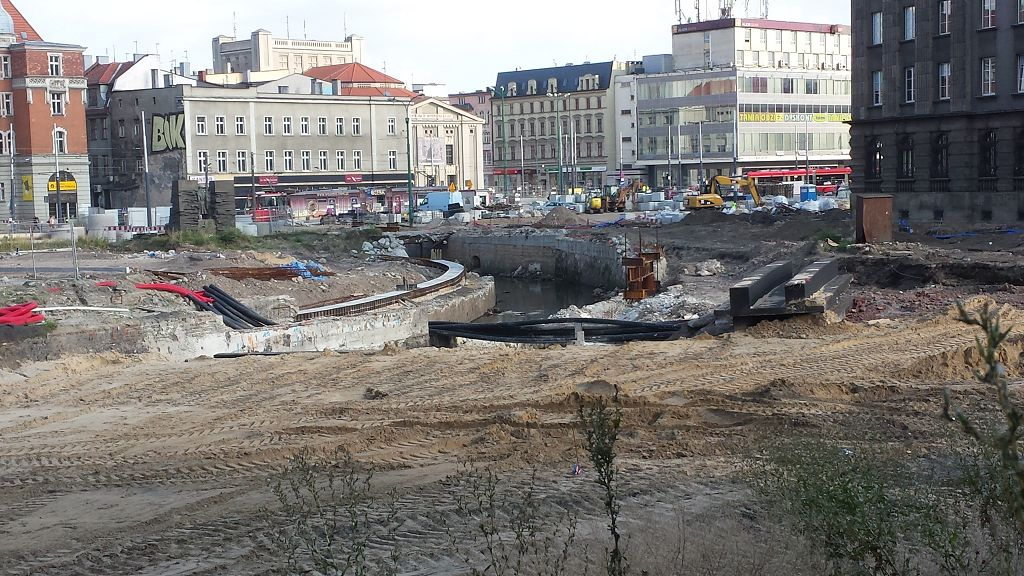
Rawa trên quảng trường chợ Katowice trong quá trình tái thiết

Rawa (phát âm: [ˈrava]), tên cũ Rodzianka) là một con sông nhỏ (tổng chiều dài khoảng 19,6 km) ở Silesia, Ba Lan. Nó là nhánh sông lớn nhất của Brynica, nó là một nhánh của Przemsza, đến lượt nó là một nhánh của Vistula. Toàn bộ chiều dài của Rawa nằm trong Liên minh đô thị Silesian. Nó có nguồn gốc ở Ruda ląska và băng qua các thành phố Świętochłowice, Chorzów và Katowice. Cuối cùng ở Sosnowiec, nó gia nhập sông Brynica chỉ vài trăm mét trước khi sau đó kết hợp với Czarna Przemsza.
Rawa đã mất hầu hết các đặc tính sông tự nhiên của nó, và bây giờ chủ yếu là một kênh nước thải chảy dưới lòng đất. Các công trình đã được bắt đầu để khôi phục nó quay trở lại như một dòng sông sinh thái.

## Đặc điểm
Con sông có nguồn gốc trong ao Marcin ở Ruda ląska. Nó chảy qua Swiętochłowice, Chorzów, Katowice, Mysłowice và cuối cùng là Sosnowiec nơi nó gia nhập Brynica ngay trước khi sau đó kết hợp với Czarna Przemsza.
Trong phần lớn tuyến đường, nó chảy dưới lòng đất, bên dưới cơ sở hạ tầng của thành phố. Nó được lấp đầy bởi mưa, cũng như nước thải. Nó có một số hợp lưu nhỏ, chẳng hạn như Potok Leśny (gần Đại học Kinh tế ở Katowice).

## Sự ô nhiễm
Con sông khét tiếng vì bị ô nhiễm nặng. Được báo cáo là rõ ràng vào năm 1875, quá trình công nghiệp hóa của Silesia đã khiến dòng sông trở nên ô nhiễm đến nỗi tất cả các loài cá đã chết vào năm 1893. Sự phát triển liên tục của công nghiệp và các thành phố trong suốt thế kỷ 20, kết hợp với ít nỗ lực bảo vệ môi trường, tiếp tục làm suy giảm chất lượng nước trên sông. Năm 1992, dòng sông, rời khỏi Katowice, được tuyên bố chỉ có 14% là nước, và một trò đùa phổ biến của người dân địa phương là cảnh báo nhau 'không được ném một que diêm xuống sông'. Hiện tại phần trên của dòng sông được phân loại chính thức là nước thải và kế hoạch là chỉ đạo toàn bộ dòng chảy của sông thông qua một nhà máy xử lý. Trong những năm 1990, kế hoạch cải thiện chất lượng nước và khôi phục hệ sinh thái của dòng sông đã được bắt đầu. Cho đến nay các nhà máy xử lý nước thải mới đã được hoàn thành và kế hoạch được cho là sẽ cải thiện đáng kể chất lượng của dòng sông vào năm 2010.

## Điều tiết lưu lượng
Lý do chính cho việc điều tiết dòng chảy của Rava là cần phải ngăn chặn lũ lụt khi việc khai thác tiếp tục hạ thấp mức độ của các vùng đất địa phương. Các kế hoạch đầu tiên để kiểm soát dòng chảy đến năm 1863. Kế hoạch điều chỉnh toàn bộ chiều dài của Rawa đã sẵn sàng vào năm 1903. Sự khởi đầu của Chiến tranh thế giới thứ nhất đã làm gián đoạn việc thực thi của chính phủ Phổ. Sau chiến tranh, kế hoạch của Đức được chính phủ Cộng hòa Ba Lan thứ hai tiếp tục vào cuối những năm 1920, với việc xây dựng một nhà máy xử lý nước thải (không còn tồn tại). Công việc được hoàn thành vào năm 1938, nhưng điều kiện dòng chảy chính xác không kéo dài do đất tiếp tục bị hạ thấp. Quy định thứ hai của dòng sông được thực hiện từ năm 1975 đến 1993.

## Tên
Các nguồn đầu tiên đề cập đến dòng sông vào năm 1737, như Róździanka - từ một ngôi làng cổ của Rodzień, hiện là một phần của quận Szopienice của Katowice. Từ nguyên của tên "Rawa" (Rava) là cổ xưa. Tên có liên quan đến  Protoindoeur Europe: * er [e] (w) -, * rē (w) - (có nghĩa là yên tĩnh); Tiếng Đức: * rw-ō, * rṓw-ō, * rōw-a- (Tiếng Anh cổ: rōw, -e `yên lặng, nghỉ ngơi '; Tiếng Hà Lan: rouwe, rowe; Tiếng Đức: ruowa (AD 800), rāwa (thế kỷ 9); Tiếng Đức trung cao: ruowe, ruo, rāwe, rouwe, German Ruhe).